# Томаш Матоушек
Томаш Матоушек (словац. Tomáš Matoušek; 15 червня 1992, м. Банська Бистриця, ЧССР) — словацький хокеїст, правий/лівий нападник. Виступає за «Слован» (Братислава) у Континентальній хокейній лізі.
Вихованець хокейної школи ХК «Банська Бистриця». Виступав за ХК «Банська Бистриця», «Дукла» (Михайлівці).
У чемпіонатах Словаччини — 49 матчів (5+10), у плей-оф — 3 матчі (0+0).
У складі молодіжної збірної Словаччини учасник чемпіонатів світу 2011 і 2012. У складі юніорської збірної Словаччини учасник чемпіонату світу 2010.
Досягнення